# گابریل گلوریو
گابریل گلوریو (انگلیسی: Gabriel Glorieux; ۱۱ ژوئن ۱۹۳۰ – ۲۰ اوت ۲۰۰۷) دوچرخه‌سوار اهل بلژیک بود.